# Ulica Bolesława Chrobrego w Gorzowie Wielkopolskim
Ulica Bolesława Chrobrego w Gorzowie (niem. Hindenburgstr., Neue Str.) – jedna z głównych ulic Gorzowa Wielkopolskiego, prowadząca od Mostu Staromiejskiego, poprzez tzw. Stare Miasto, do ulicy Mieszka I-ego. Na odcinku od Katedry pomiędzy jezdniami biegnie torowisko tramwajowe w kierunku Piasków, natomiast od skrzyżowania z ulicami Wybickiego i Jagiełły ulica jest deptakiem z wydzielonym torowiskiem tramwajowym.